# Michael Ande
Michael Ande (* 5. Oktober 1944 in Bad Wiessee) ist ein deutscher Schauspieler, Hörspiel- und Synchronsprecher.

## Leben
Ande begann seine Karriere beim Kinderfunk des Bayerischen Rundfunks und wurde durch eine Hauptrolle im deutsch-französischen Spielfilm Marianne, meine Jugendliebe (1955) zum Kinderstar. Danach spielte er in den Filmen Die Trapp-Familie (1956) und der Fortsetzung Die Trapp-Familie in Amerika (1958) neben Ruth Leuwerik, Hans Holt und Josef Meinrad mit. Beide Filme waren die Vorlage für das spätere Hollywood-Musical The Sound of Music mit Julie Andrews. 1961 wirkte er an der Kleinen Komödie München an der Seite von Axel von Ambesser in Terence Rattigans Der schlafende Prinz und Noël Cowards Weekend mit.
Ande setzte seine Karriere im Erwachsenenalter fort. In dem Vierteiler Die Schatzinsel – nach dem Roman von Robert Louis Stevenson, der Weihnachten 1966 zum ersten Mal ausgestrahlt wurde – spielte er die Hauptrolle des Jim Hawkins. 1969 übernahm Ande die Hauptrolle in der Abenteuer-Fernsehserie Die Reiter von Padola, die in den ARD-Regionalprogrammen ausgestrahlt wurde. In dem ARD-Fünfteiler Die Powenzbande (1973) spielte er mit Helga Anders zusammen.
Ebenfalls mit von Ambesser spielte er 1974 in den Kammerspielen des Theaters in der Josefstadt in der Komödie Der Wendepunkt von Françoise Dorin, in der Regie von Heinz Marecek. 1975 war er hier in der Titelrolle von Carl Borro Schwerlas Graf Schorschi neben Erni Singerl zu sehen. 1984 trat er in der Dramatisierung des Romans Drei Männer im Schnee von Erich Kästner gemeinsam mit Karl Schönböck und Franz Muxeneder auf.
Zu seiner längsten und bekanntesten Rolle wurde der Kriminalassistent Gerd Heymann in der ZDF-Krimiserie Der Alte. Er verkörperte diese Figur von 1977 bis 2016 und war als assistierender Ermittler an der Seite von vier Hauptkommissaren – Siegfried Lowitz, Rolf Schimpf, Walter Kreye und Jan-Gregor Kremp – zu sehen. Mit einer ununterbrochenen Präsenz von 39 Jahren und über 400 Folgen gilt er als dienstältester Ermittler im deutschen Fernsehen. Seine letzte Episode in dieser Rolle wurde am 8. April 2016 ausgestrahlt.
Neben dieser Rekordleistung als dienstältester Ermittler umfasste sein filmisches Werk über 60 Film- und Fernsehproduktionen.
In Synchronstudios lieh Ande vielen ausländischen Kollegen seine Stimme, darunter Micky Dolenz in der Jugendserie Die Monkees (1967), Michael Sarrazin in Nur Pferden gibt man den Gnadenschuß (1969), Sam Neill in Schlafende Hunde (1982) und James Woods in Katzen-Auge (1986). Er war in den 1970er-Jahren der Standardsprecher des Martial-Arts-Darstellers Fu Sheng. Anfang der 2000er-Jahre sprach er die Hauptfigur des Bären in der Kinderserie Der Bär im großen blauen Haus.
Ende der 1960er-Jahre versuchte er sich zudem als Sänger im Bereich Schlagermusik und nahm mehrere Schallplatten auf.
Michael Ande ist verheiratet und hat mit seiner Frau einen Sohn (* 2000). Die Familie lebt in Schliersee.

## Filmografie (Auswahl)
- 1955: Marianne
- 1955: Ich weiß, wofür ich lebe
- 1955: Griff nach den Sternen
- 1956: Zärtliches Geheimnis
- 1956: Die Stimme der Sehnsucht
- 1956: Die Trapp-Familie
- 1956: Das Hirtenlied vom Kaisertal
- 1957: Die Prinzessin von St. Wolfgang
- 1957: Der schönste Tag meines Lebens
- 1957: Skandal in Ischl
- 1957: El Hakim
- 1958: Der Arzt von Stalingrad
- 1958: Die Trapp-Familie in Amerika
- 1958: Don Vesuvio und das Haus der Strolche (Il bacio del sole)
- 1958: Majestät auf Abwegen
- 1959: Wenn die Glocken hell erklingen
- 1962: Der kleine Lord (Fernsehfilm)
- 1963: Die Grotte (Fernsehfilm)
- 1964: Der trojanische Krieg findet nicht statt (Fernsehfilm)
- 1964: Verdammt zur Sünde
- 1966: Gewagtes Spiel (Fernsehserie, Folge 2x10)
- 1966: Hava, der Igel (Fernsehfilm)
- 1966–1967: Die Schatzinsel (Miniserie)
- 1967: Pechvogel – Ein Spectaculum für große und kleine Leute (Fernsehfilm)
- 1968: Kinder des Schattens (Fernsehfilm)
- 1969: Finke & Co. (Fernsehserie, 12 Folgen)
- 1970: Die Reiter von Padola (Fernsehserie, 12 Folgen)
- 1970: Der Paradiesgarten
- 1970: Der schwarze Graf (Fernsehserie)
- 1971: Das provisorische Leben (Fernsehfilm)
- 1971: Die Utopie des Damenschneiders Wilhelm Weitling
- 1972–1973: Fußballtrainer Wulff (Fernsehserie, 25 Folgen)
- 1973: Scheibenschießen (Fernsehfilm)
- 1973: Fuchs & Fuchs & Co. (Fernsehserie)
- 1974: Der Kommissar (Fernsehserie, Folge 6x13 Der Segelbootmord)
- 1974: Die Powenzbande (Miniserie)
- 1975–1998: Derrick (Fernsehserie, 3 Folgen, verschiedene Rollen)
- 1975: Autoverleih Pistulla (Fernsehserie, Folge Die Flaschenpost)
- 1977–2016: Der Alte (Fernsehserie, 401 Folgen)
- 1977–1988: Polizeiinspektion 1 (Fernsehserie, 6 Folgen, verschiedene Rollen)
- 1977: Der Komödienstadel (Fernsehserie, Folge Graf Schorschi)
- 1983: Liebe Melanie (Fernsehfilm)
- 1987: Wer erschoss Boro?
- 1988: Eichbergers besondere Fälle (Fernsehserie, Folge Höhere Psychologie)
- 1994: Café Meineid (Fernsehserie, Folge Herzliches Beileid)
- 1988: Zur Freiheit (Fernsehserie, 2 Folgen)
- 2000: Zurück auf Los!
- 2013: SOKO München (Fernsehserie, Folge Das Alibi)

## Hörspiele
- 1968: Geschmackssache – Regie: Fritz Schröder-Jahn
- 1968: Sattwerden und Hungrigbleiben – Regie: Fritz Schröder-Jahn
- 1968: Das Strohpuppenspiel – Regie: Fritz Schröder-Jahn
- 1968: Der schwarze Mann – Regie: Heinz Wilhelm Schwarz
- 1969: Das Feld – Regie: Gustav Burmester
- 1970: Der Vertrauensbruch – Regie: Fritz Schröder-Jahn
- 1970: Etwas ist aus – Regie: Hartmut Kirste
- 1970: Vierzig Zigaretten am Tag, das bringt einen ja um! – Regie: Günter Bommert
- 1970: Sebastian, Sebastian – Regie: Ulrich Gerhardt
- 1970: Sozusagen als Exempel – Regie: Hermann Naber
- 1971: Entführungen – Regie: Oswald Döpke
- 1971: Rickie – Regie: Fritz Schröder-Jahn
- 1971: Ein bisschen Nebel – ein bisschen Wind – Regie: Fritz Schröder-Jahn
- 1972: Großes Schnarchen eines Wappentieres – Regie: Hans Rosenhauer
- 1974: Das da damals – Regie: Gerlach Fiedler
- 1976: Das Minarett, das zum Mond fliegt – Regie: Otto Düben
- 1976: Schöner Wohnen – Regie: Fritz Schröder-Jahn
- 1977: Die Comtesse – Regie: Andreas Weber-Schäfer
- 1978: Kleinsteubers Wache – Regie: Bernd Lau

## Diskografie
- 1968: Es gibt sicher eine Tür/Nimm meine Hände, Vogue Schallplatten – DV 14722 (Single)
- 1968: Irgendwann kommt die Liebe (A little me, a little bit you)/Du gehörst zu mir (Cherry Cherry), Metronome Records (Single)